# Вулиця Зодчих (Київ)
Ву́лиця Зо́дчих — вулиця у Святошинському районі міста Києва, житлові масиви Микільська Борщагівка, Південна Борщагівка, селище Жовтневе. Пролягає від бульвару Миколи Руденка і вулиці Симиренка до Жмеринської вулиці. 
Прилучаються Кільцева дорога, вулиці Литвиненко-Вольгемут, Тулузи та проспект Леся Курбаса.

## Історія
Запроєктована у 60-х роках XX століття, як ланцюг Нових вулиць — 1-ї, 21-ї, 22-ї, 24-ї і 26-ї. Об'єднані в єдину вулицю під сучасною назвою у 1967 році.

## Установи та заклади
- Відділення зв'язку № 162 (буд. № 50)
- Відділення зв'язку № 194 (буд. № 16)
- Загальноосвітня школа № 196 (буд. № 22)
- Музична школа № 22 (буд. № 22)
- Дошкільний навчальний заклад № 251 (буд. № 32-А)
- Бібліотека Святошинського району ім. Махтумкулі (буд. № 6)